# Praga T-9
Praga T-9 – czechosłowacki gąsienicowy ciężki ciągnik artyleryjski zaprojektowany w końcu lat trzydziestych XX wieku. Użytkowany przez Wehrmacht i Słowację w okresie II wojny światowej.

## Historia konstrukcji
W 1937 roku w zakładach Českomoravská Kolben Daněk (ČKD) w Pradze opracowano ciężki gąsienicowy ciągnik artyleryjski z przeznaczeniem dla armii tureckiej. Pojazd ten otrzymał oznaczenie T-9. Turcja zamówiła łącznie 66 pojazdów tego typu, lecz w latach 1937–1939 zdołano wyprodukować i wysłać do Turcji tylko 16 ciągników. 
Po zajęciu Czechosłowacji przez Niemcy w marcu 1939 roku, dalszą produkcję ciągników przejęli Niemcy, a po jej skończeniu wyprodukowano dodatkowo serię 10 pojazdów. Produkcję zakończono w 1943 roku. Łącznie w latach 1937–1943 wyprodukowano 76 ciągników T-9. 
Pojazdy przejęte przez Wehrmacht otrzymały oznaczenie Schwerer Raupenschlepper T 9(t). 

## Użycie
Ciągniki artyleryjskiej T-9 zbudowane w latach 1937-1939 znalazły się na wyposażeniu armii tureckiej w ilości 16 sztuk.
Z pozostałych wyprodukowanych ciągników 55 używanych było w armii niemieckiej, natomiast 5 zostało przekazanych do armii słowackiej, gdzie były używane do holowania dział przeciwlotniczych kal. 88 mm w słowackiej Dywizji Szybkiej.

## Opis pojazdu
Ciągnik artyleryjski T-9 został zbudowany na podwoziu gąsienicowym, posiadał zakrytą, nieopancerzoną kabinę załogi, a przedział ładunkowy kryty brezentem, miał miejsca dla 6 żołnierzy. Wyposażony był w silnik benzynowy, 6-cylindrowy, o pojemności 14 230 cm³ chłodzony wodą, o mocy 142 KM. Przystosowany był do holowania przyczepy lub działa o masie do 10000 kg i mógł przewozić ładunek o masie 1000 kg.